# Hermannswasser
Das Hermannswasser (DGKZ 422) ist ein etwa 4,7 km langer Bach auf dem Gebiet der Gemeinde Flieden im Landkreis Fulda in Hessen. Der Bach hat ein Einzugsgebiet von 8,22 km².

## Verlauf
Der Bach entspringt auf dem sanft abgleitenden Nordhang des „Huttener Berges“ auf dem „Hessischen Landrücken“ ca. 1 km nördlich von Hutten im Naturpark Spessart an der Grenze zur Gemarkung Rückers im Naturpark Hessische Rhön. Er verläuft von Südosten nach Nordwesten durch die Gemarkung von Rückers.
Im „Naherholungs- und Quellgebiet“ wird er aus weiteren kleinen Quellen aus den Fluren „Hermannswinkel“,  „Im Rücker Wald“/„Breitefeld“ und der „Steinkammer“ und den rechtsseitigen kleinen Zuflüssen, aus den Fluren „Baumgarten“ und „Ackershaag“ gespeist und verläuft nordwestlich bis zum Ort Rückers.
Am Ortseingang von Rückers passiert er die ehem. „Ruppelsmühle“. In Höhe der „Mühlenstraße“ mündet, aus dem Norden, Richtung „Steinkammer“ kommend, das „Struther Wasser“ (ehem. Mühlbach der „Krämermühle“) in das Hermannswasser.
In der Dorfmitte in Höhe der Schule vereinigt sich das „Hermannswasser“ mit der „Kesbach“, einem parallel verlaufenden Fluss, der im Westen von Rückers in einem Quellgebiet in der Flur „Im alten Buch“ am Fuß des „Fliegenhäubchens“ (Gemarkung Hutten) entspringt.
Im weiteren Verlauf passiert er die ehem. „Leidemühle“' und die ehem. „Lappensteiner Mühle“ und mündet schließlich in der Gemarkung Flieden in das „Kautzer Wasser“.  Bevor das „Hermannswasser“ in das „Kautzer Wasser“ mündet, speist es noch den Mühlgraben der „Adenmühle“, der dann anschließend auch in das „Kautzer Wasser“ mündet.

## Nebenflüsse
Die wichtigsten Nebenflüsse des Hermannswassers sind das Struther Wasser und die Kesbach:
| Name            | Lage   | Länge  | Mündung | Einzugsgebiet | Quellgebirge          | DGKZ |
| --------------- | ------ | ------ | ------- | ------------- | --------------------- | ---- |
| Struther Wasser | links  | 1,3 km | 3,3 km  |               | Hessischer Landrücken | 422  |
| Kesbach         | rechts | 2,0 km | 3,4 km  |               | Hessischer Landrücken | 422  |

## Sonstiges
Am „Hermannswasser“ verlaufen in einer parkähnlichen Landschaft die Rundwanderwege des „Naturparks Hessische Rhön“ entlang.
Der Fluss wird als relativ naturnah eingestuft.
Im Zuge des angeordneten Flurbereinigungsverfahrens Flieden-Hermannswasser wurde im Oberlauf des „Hermannswassers“ ein ca. 200 m breiter Staudamm gebaut.
Durch das Einzugsgebiet des Hermannswasser führt die von der DB Netz AG bevorzugte  Trasse für die Neubaustrecke Gelnhausen-Kalbach, (Trassenvariante IV).
Befürchtet wird durch die Drainagewirkung des Tunnels (Ableitung des Bergwassers) eine Entwässerung des Berges und das Auftreten von Erdfällen.
Im Frühjahr 2021 kam es bei den Erkundungsbohrungen für die Trassenvariante IV in der Gemarkung Rückers, im Quellgebiet des Hermannswassers im Hermannswinkel, zu einem Bohrunfall, nachdem ein artesisch (gespannter) Grundwasserleiter angebohrt wurde.
Die von der Variante IV stark betroffenen Kommunen Bad Soden-Salmünster, Schlüchtern, Steinau und Kalbach lehnen diese Variante ab.

## Bildergalerie

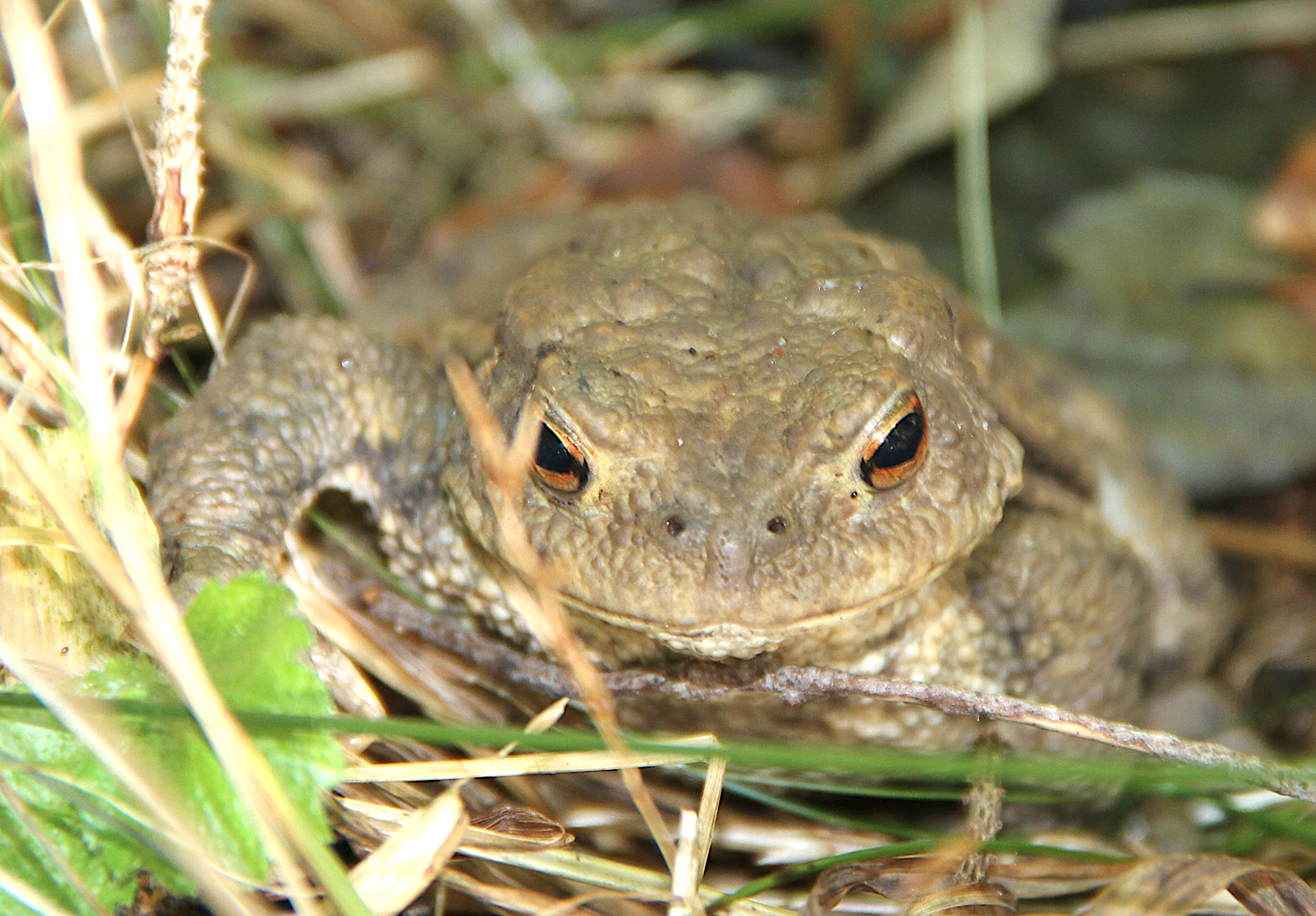
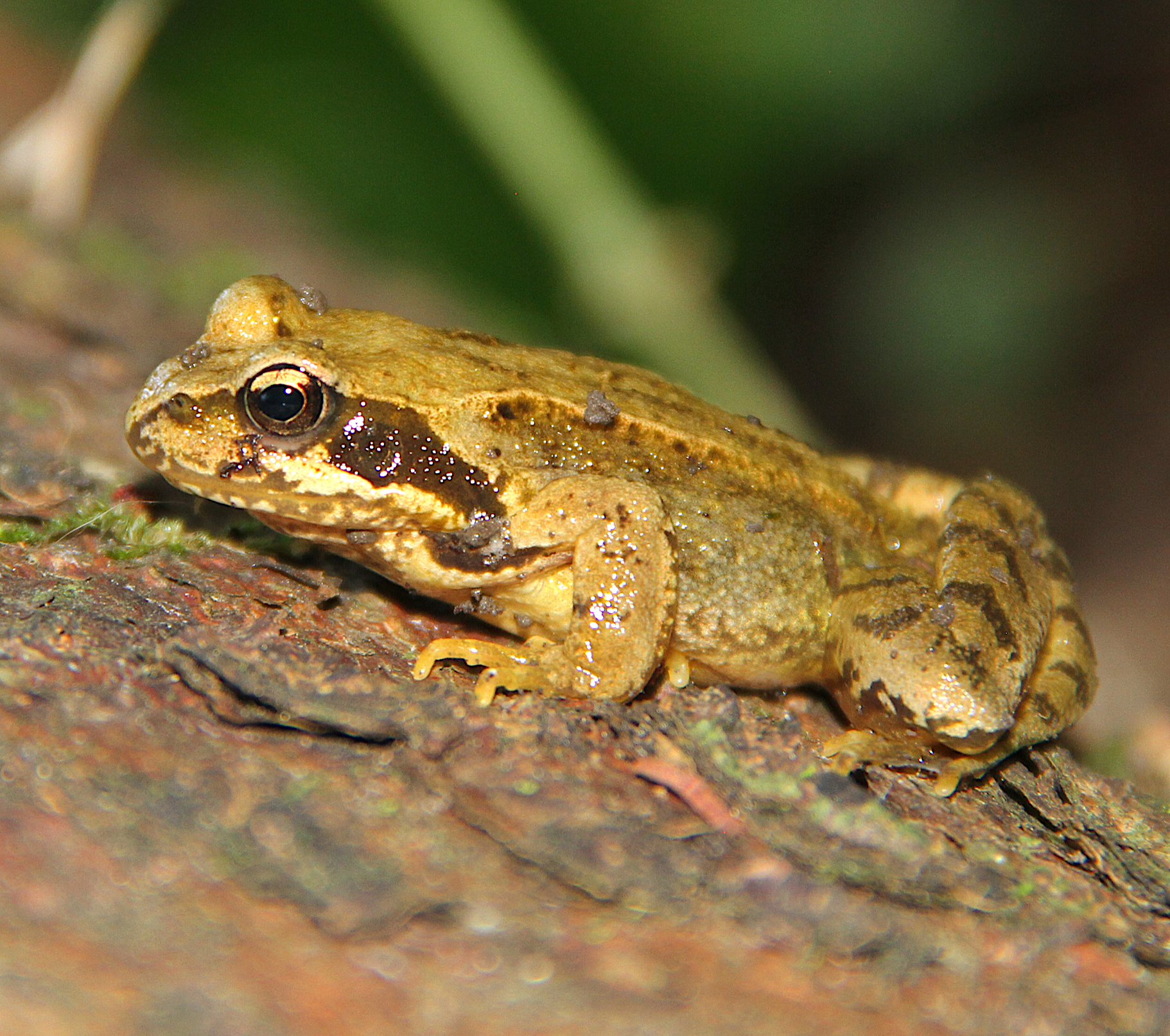
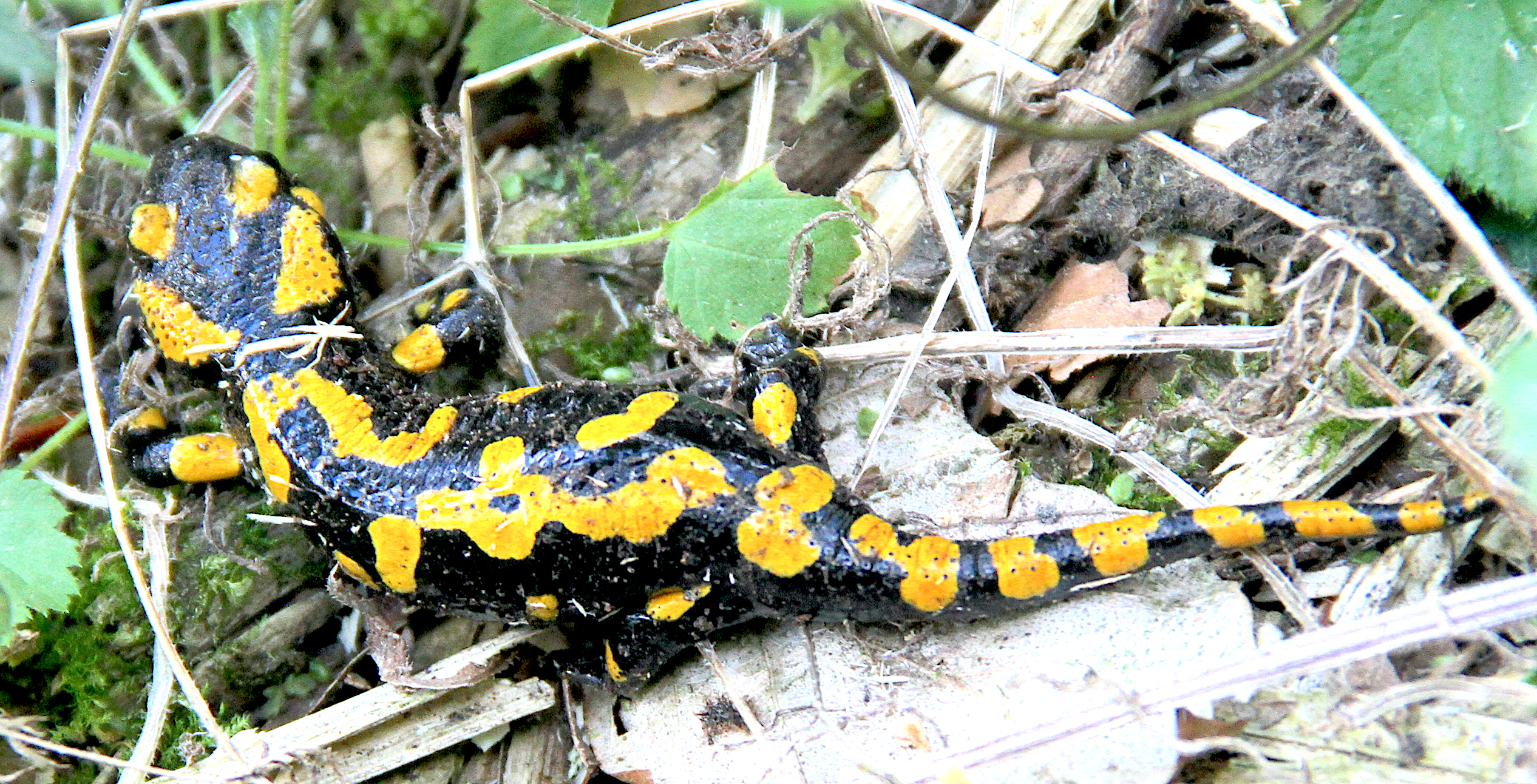
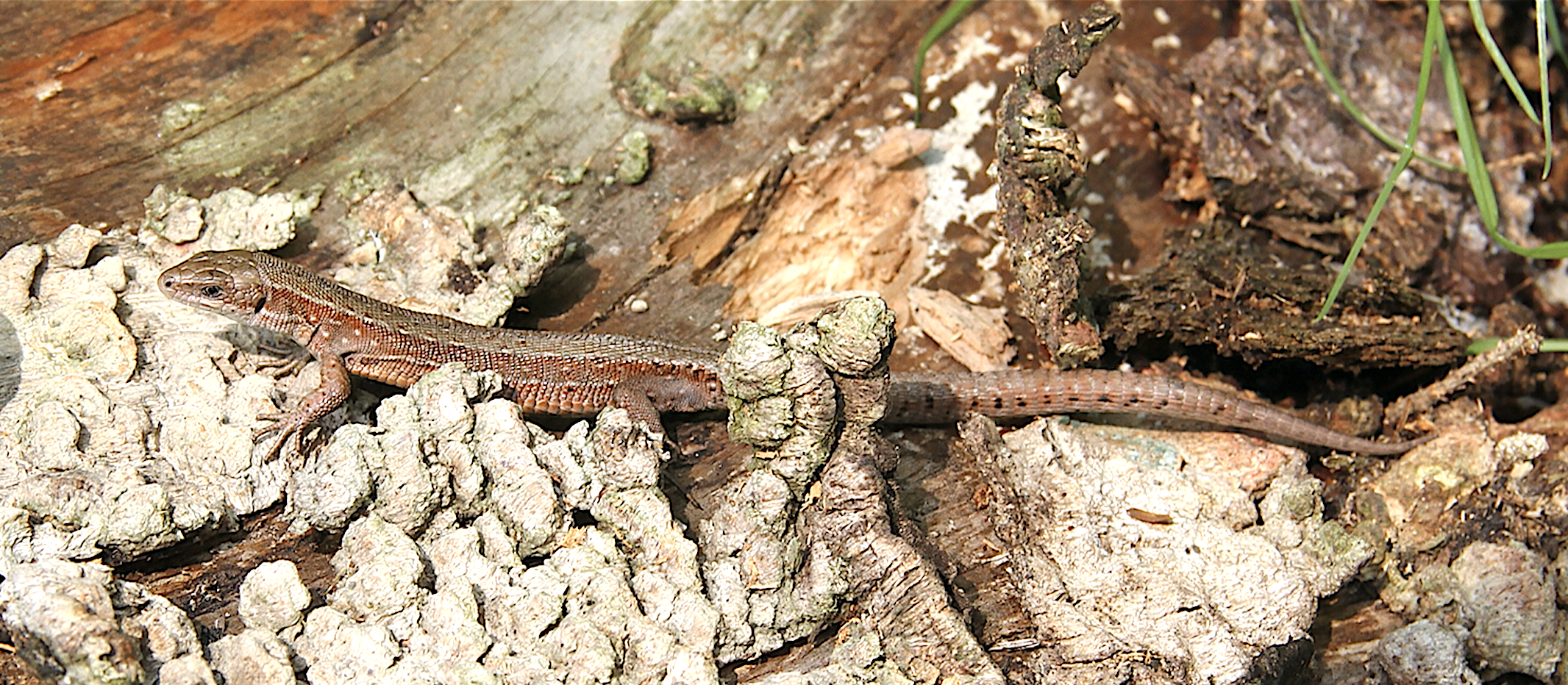
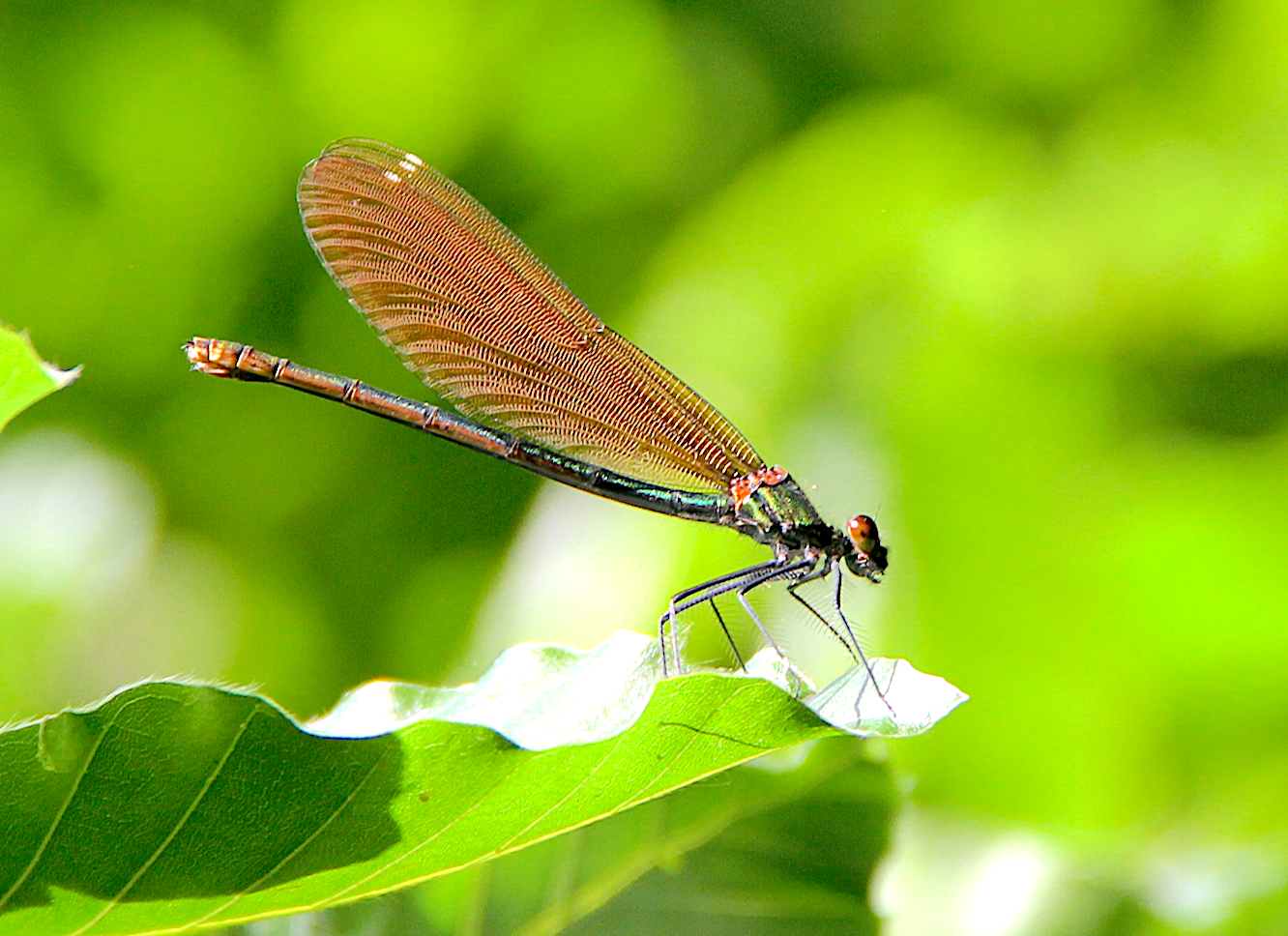
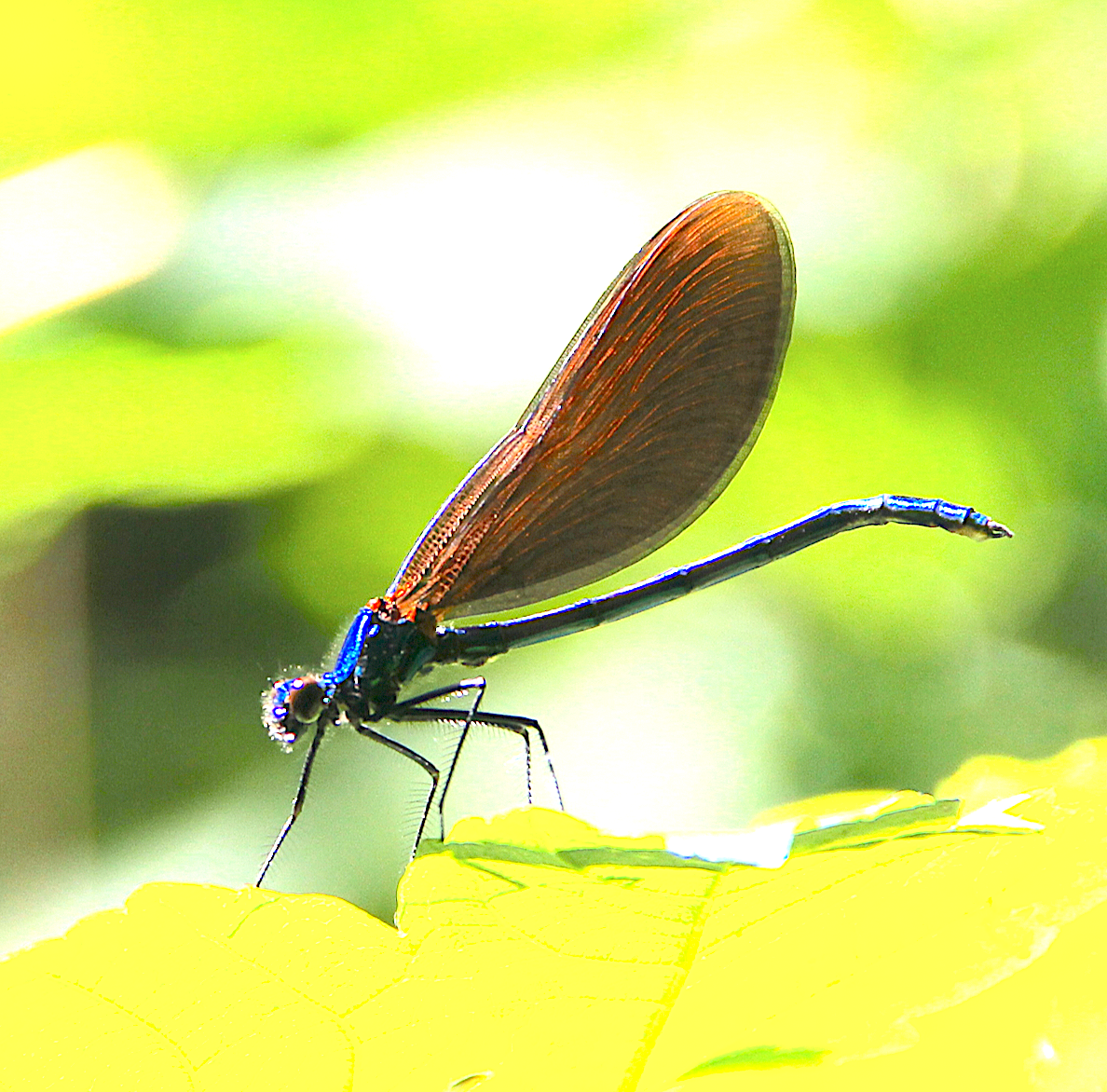
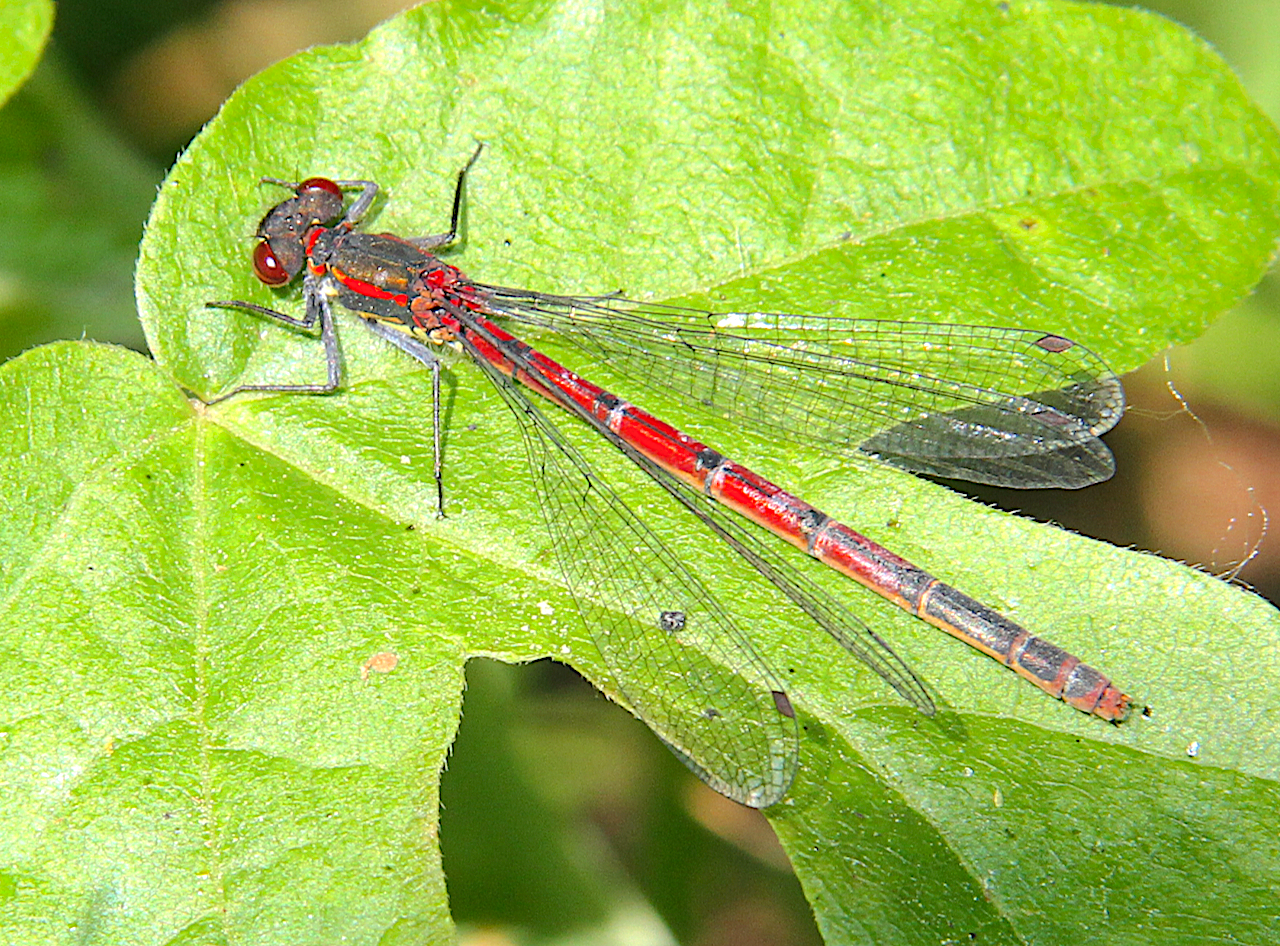
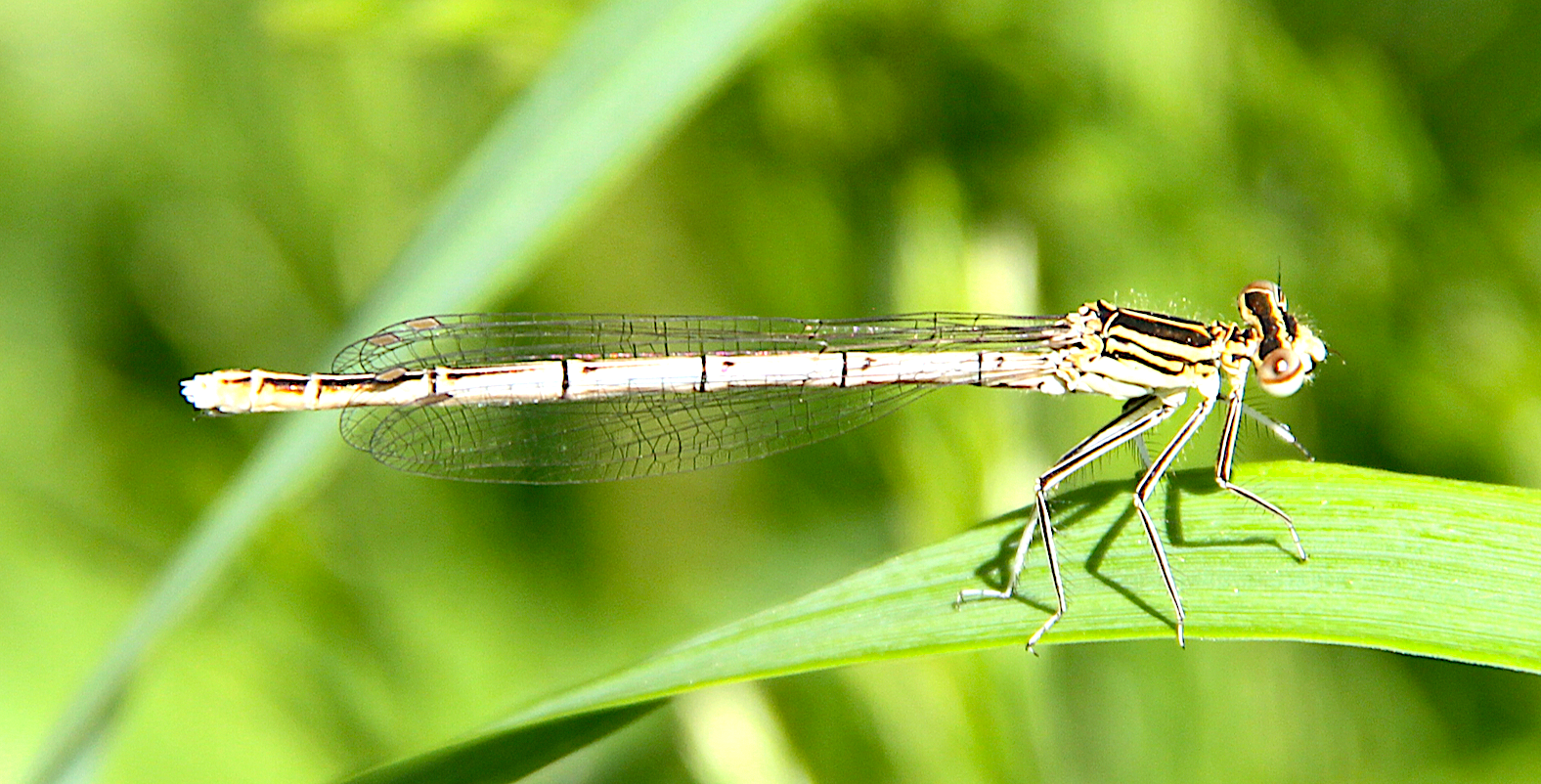
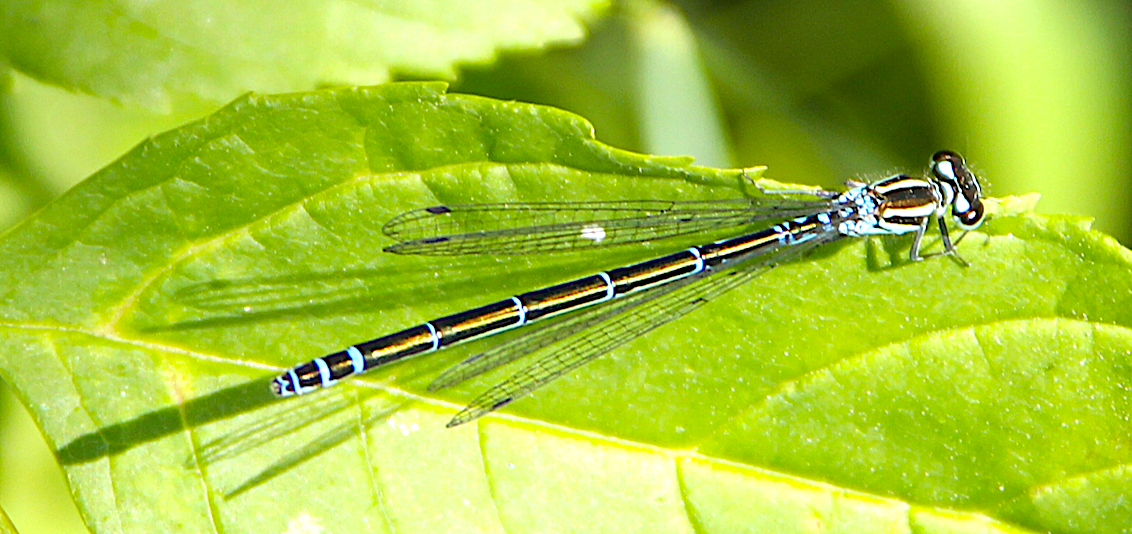
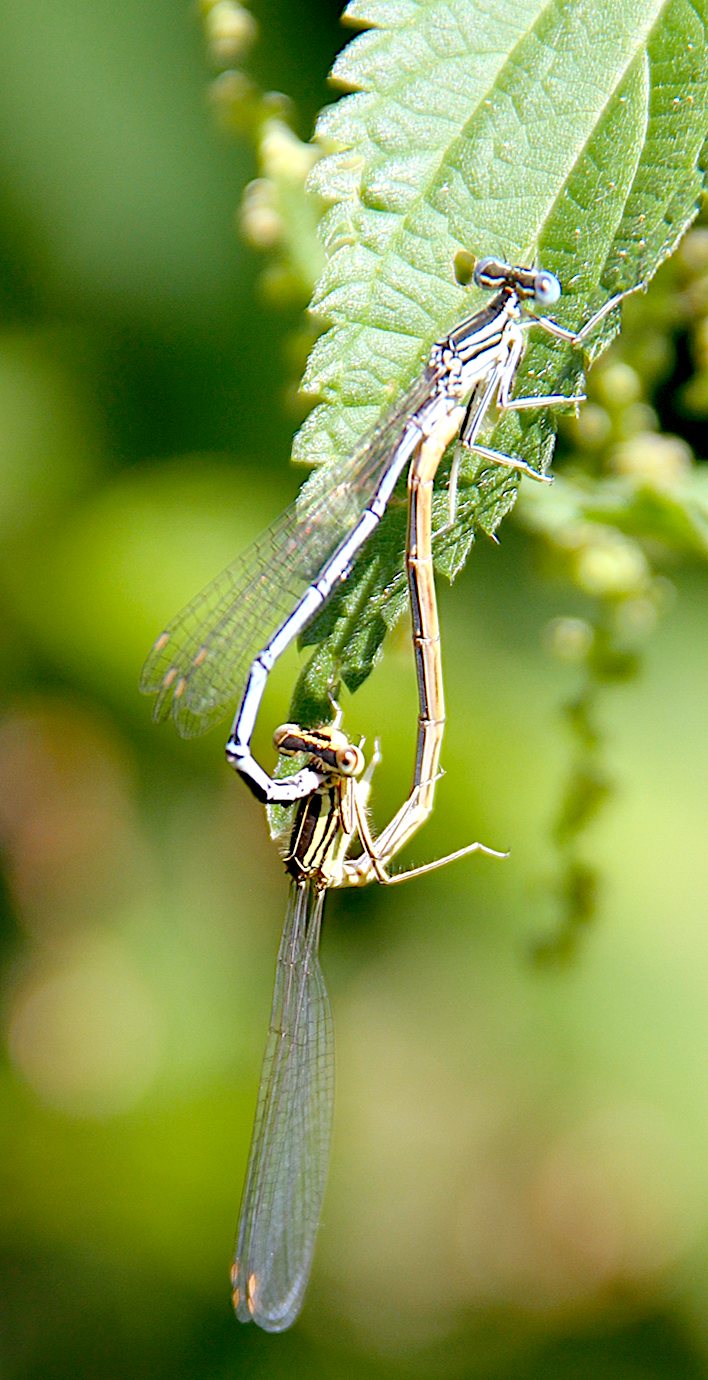
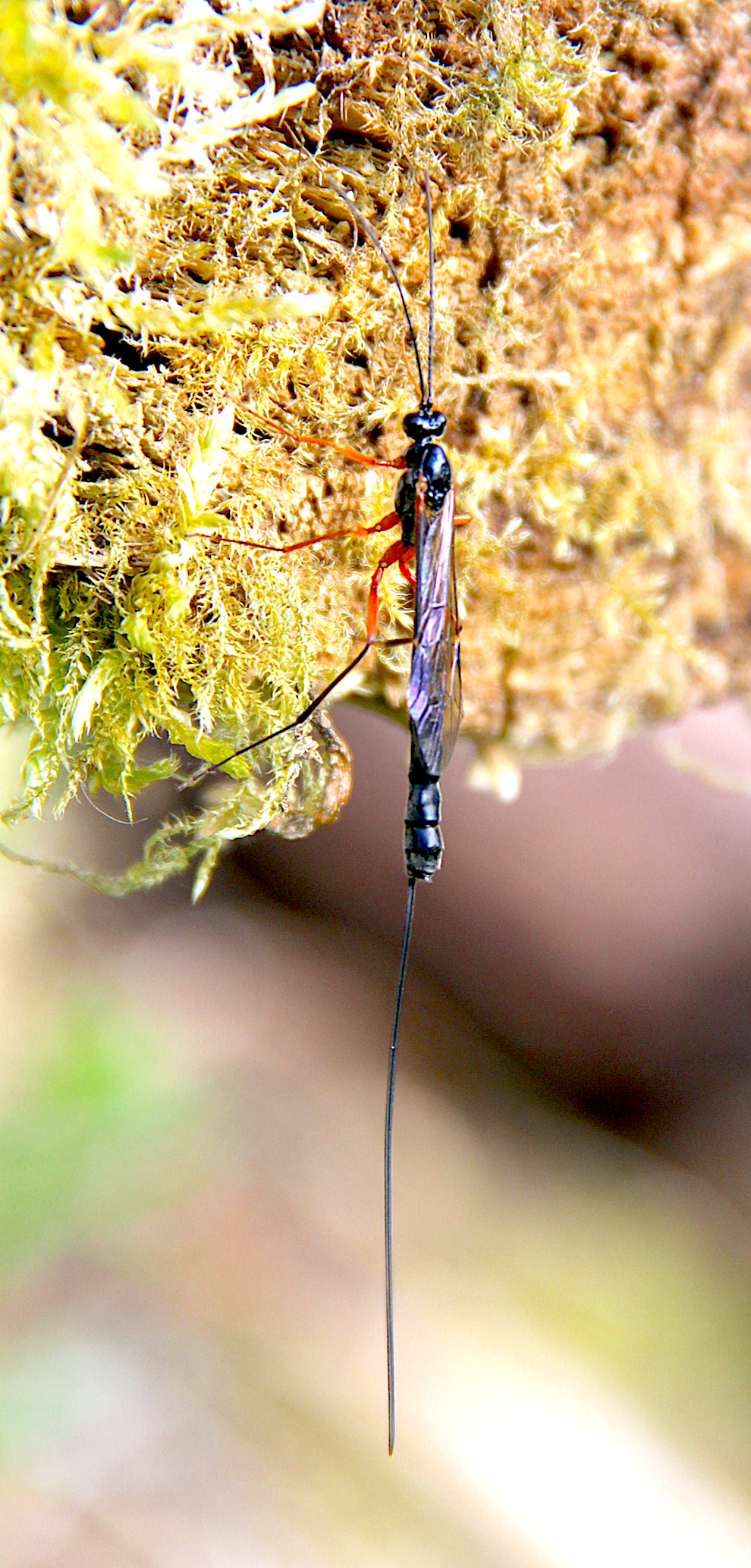
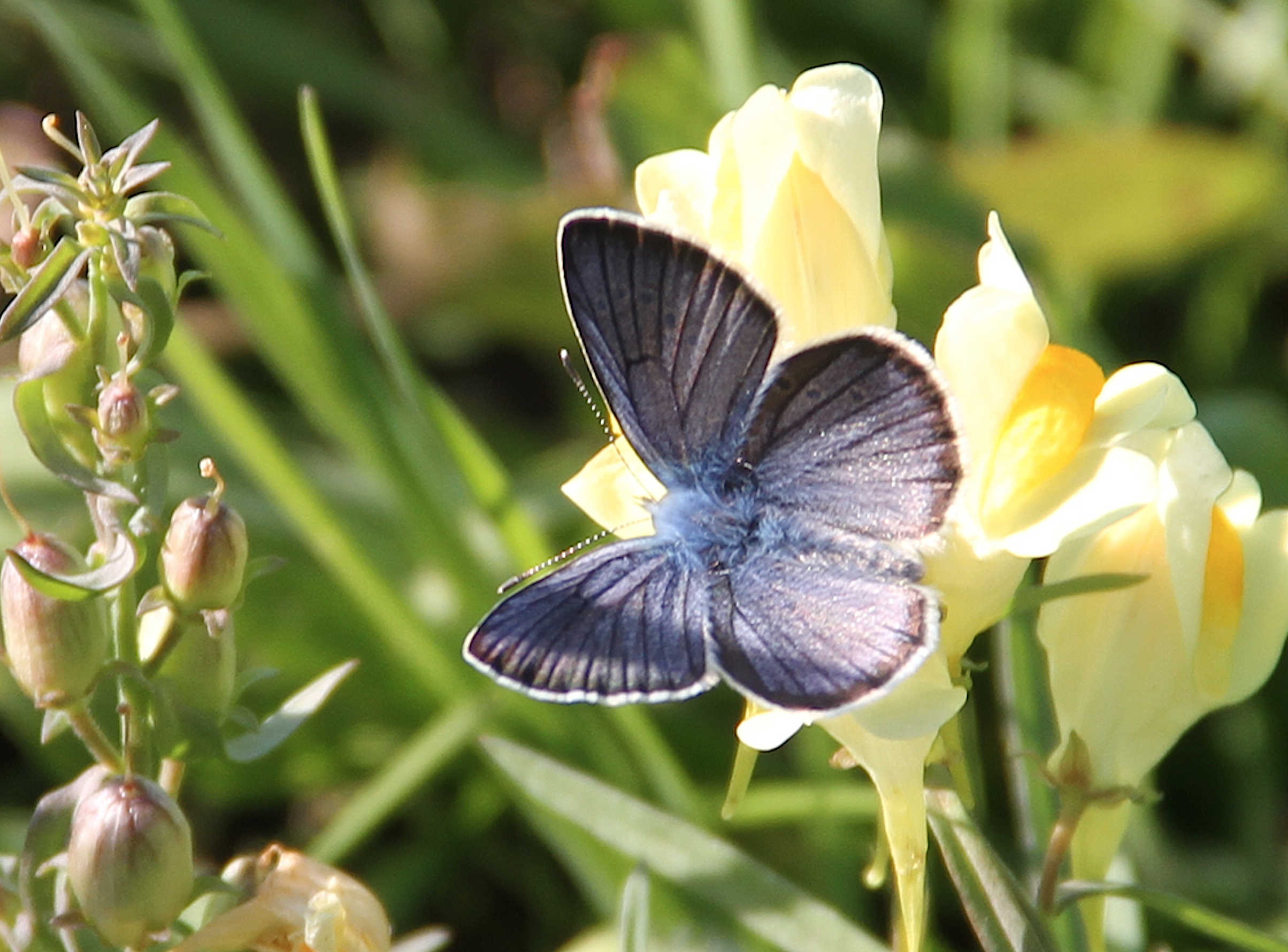
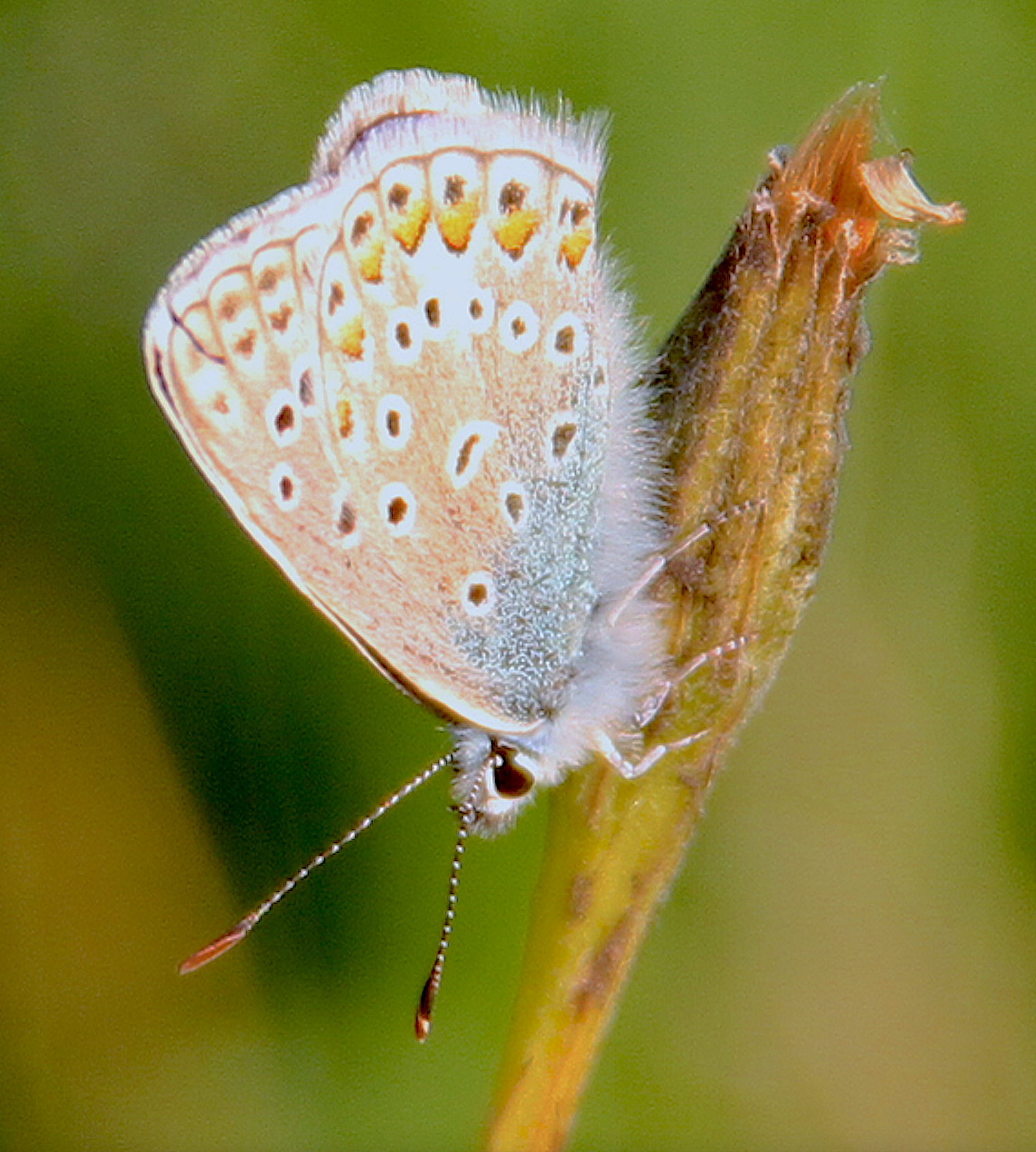
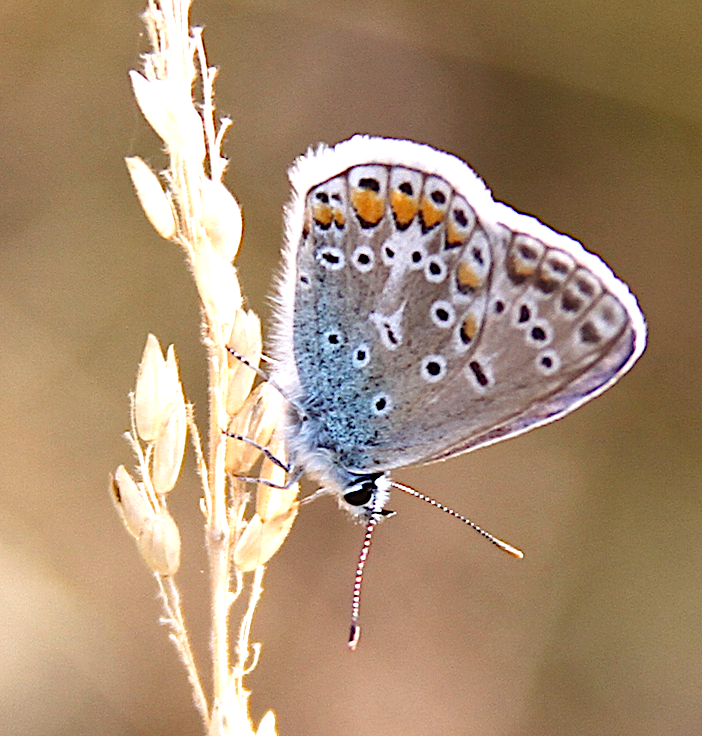
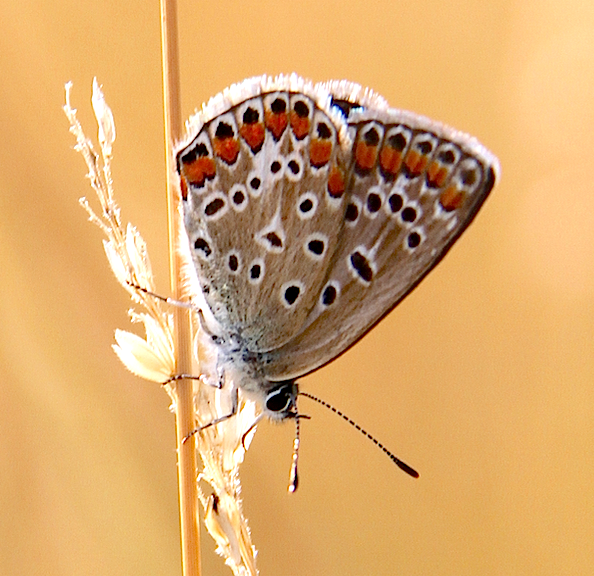